# ويرونيكا روزاتي
ويرونيكا روزاتي (بالبولندية: Weronika Rosati)‏ هي عارضة وممثلة بولندية، ولدت في 9 يناير 1984 بوارسو في بولندا.

## أعمال

### أفلام
- (2011) في الظلام[3]
- (2013) فيغاس الأخيرة[4]

### مسلسلات
- التحويلة
- إن سي آي إس

## وصلات خارجية
- ويرونيكا روزاتي على موقع IMDb (الإنجليزية)
- ويرونيكا روزاتي على موقع روتن توميتوز (الإنجليزية)
- ويرونيكا روزاتي على موقع قاعدة بيانات الأفلام العربية
- ويرونيكا روزاتي على موقع ألو سيني (الفرنسية)
- ويرونيكا روزاتي على موقع أول موفي (الإنجليزية)
- ويرونيكا روزاتي على موقع قاعدة بيانات الفيلم (الإنجليزية)
- ويرونيكا روزاتي على موقع كينوبويسك (الروسية)